# Xiaonangou
Xiaonangou är en socken i nordvästra Kina. Den ligger i Huan härad i Qingyang i provinsen Gansu, omkring 280 kilometer öster om provinshuvudstaden Lanzhou. Antalet invånare är 9 619. Befolkningen består av 4 608 kvinnor och 5 011 män. Barn under 15 år utgör 14,0 %, vuxna 15-64 år 76 %, och äldre över 65 år 8,0 %.